# ایگان (تنسی)
ایگان (به انگلیسی: Eagan) یک منطقهٔ مسکونی در ایالات متحده آمریکا است که در شهرستان کلیبورن، تنسی واقع شده‌است. ایگان ۳۳۱٫۹۳ متر بالاتر از سطح دریا واقع شده‌است.